# Raimon de Miraval
L'histoire de Raimon de Miraval, troubadour de langue d'oc, ayant vécu dans la deuxième moitié du XIIe et au début du XIIIe siècle, reste parfois imprécise.
Le lecteur pourra se reporter à deux ouvrages le concernant :
- L'ouvrage de Paul Andraud[1] est un remarquable travail d'historien contenant des références précises à divers documents originaux.
- Le roman poétique de René Nelli[2] laisse un libre cours à l'imagination sur ce que pouvait être la vie des seigneurs qui occupaient la région de Carcassonne et du Cabardès au Moyen Âge. Ce roman a pu être inspiré par les ruines qui restent de son château situé au sommet d'un piton rocheux dans une boucle de l'Orbiel, au centre du village de Miraval Cabardès.

Voici, en résumé, ce que l'on peut retenir de sa famille et de sa vie, sous réserve de précisions qui pourraient être mieux documentées.

## Biographie

### La famille de Raimon de Miraval
Comme la famille des Trencavel, la famille des Miraval serait issue de la région de l'Albigeois (à laquelle étaient attachées les régions de Castres, de Revel, de Villefranche-de-Rouergue, et les régions voisines du Larzac et du Cabardès). Le premier seigneur de Miraval cité dans les documents, Bernart de Miraval,  est contemporain de Bernart Aton Trencavel, vicomte de Carcassonne de 1090 à 1129, dont il est le vassal p. 242 . Le suzerain du vicomte de Carcassonne était alors le comte de Barcelone.
Les possessions de Miraval, ''dues en partie à la générosité ou à la reconnaissance des vicomtes de Carcassonne, étaient situées dans l'Est de l'Albigeois, près de Castres, au Sud du Rouergue et dans l'Ouest du Carcassès'' p. 242.
Ce château et ses dépendances devaient être la copropriété de Raimon et de ses frères, ainsi que de ses sœurs, puisqu'en Languedoc, ''le droit d'ainesse n'était la règle que pour les grands fiefs, alors que pour les petits, comme celui de Miraval, les biens étaient partagés entre tous les enfants'' p. 20.
Au cours des XIIe et XIIIe siècles, les Miraval cédèrent les biens qu'ils avaient au sud du Rouergue et aussi au Larzac. ''Il semble que les Miraval aient été dépouillés en 1174 des biens qu'ils possédaient aux environs de Castres'' » du fait de la  ''cession par Guilhem de Miraval à Rogier II vicomte de Béziers de tous les biens qu'il possédait  à Castres et aux environs et que son aïeul Bernart de Miraval avait reçus de Bernart Aton aïeul de Rogier II'' p. 237 –:  ''cette cession fut consentie par Guilhem de Miraval en dédommagement de la guerre qu'il avait faite et des actes de brigandage dont il s'était rendu coupable''p. 237 note 2.
De telle sorte « que le biographe provençal de Ramon de Miraval pouvait écrire du troubadour : c'était un pauvre chevalier qui possédait seulement le quart du château de Miraval et que dans ce château, il n'avait pas quarante hommes ».
Comme les seigneurs de Cabaret, leur suzerain immédiat, les seigneurs de Miraval étaient favorables aux hérétiques : en 1199, Bernart de Miraval figure sur la liste des chevaliers assistant aux prêches hérétiques de A. Hot à Cabaret. Son fils, sans doute, Frédol, seigneur de Miraval, reçut le « consolamentum » vers 1223.
''Gravement malade, à Cabaret, il (Frédol) fut aussitôt consolé par Guillaume Abit, en présence de ses amis et parents, de son père Bernard Pons de Miraval et sa mère Raina'' .
Le fief de Miraval subit le sort du pays après la croisade des Albigeois : en 1260, Jordain de Cabaret cède au roi par échange ses droits sur Miraval. À son tour, la royauté les céda au chapitre cathédral de Saint Nazaire à Carcassonne, en compensation de la perte de revenu que le dit chapitre avait subi par la destruction du bourg de Carcassonne (août 1248).
Le nom des seigneurs de Miraval disparaît alors des documents.

### La vie et l'œuvre de Raimon de Miraval
Bien que sa date de naissance ne soit pas connue avec précision, Paul Andraud, s'appuyant sur des documents originaux, présume que Raimon serait né vers 1135,. D'autres sources proposent l'année 1165 comme date de sa naissance, en expliquant qu'il aurait été trop vieux au moment où il écrivait encore.
Il avait 3 frères  Raimon Ugo, Bernart et Guilhem et 2 sœurs Vediana et Alfanza. L'une des sœurs, Védiana, rentra au monastère de Loc-Dieu, monastère absorbé à la fin du XIIe siècle par la commanderie des Templiers de Sainte Eulalie du Larzac. À cette occasion, ses frères cédèrent une partie de leurs biens (mas de la Roquette) à l'abbaye de Loc-Dieu.
Le troubadour était pauvre, obligé par sa pauvreté de vivre de la faveur des grands qui le recherchent pour ses talents de poète. Son humeur voyageuse jointe à cette pauvreté font qu'il ''ne passait pas un mois par an dans son château'', ''ce qui ne l'empêche nullement dans la rédaction de ses envois d'offrir à sa dame la suzeraineté de son château'' p. 21.
Raimon eut comme protecteur Raimond VI, comte de Toulouse, désigné dans l'œuvre du troubadour par le nom Audiart (le comte désignait Raimon de Miraval du même surnom qui serait d'origine germanique car il proviendrait de Hildegard, "Hild: combat, gard: protection"). Raimon Rogier, vicomte de Béziers était nommé Pastoret. Le troubadour fut lié par amitié ou par intérêt avec Bertran de Saissac, Pierre Rogier, coseigneur de Cabaret, Aimeric de Montréal, Gent Esquieu de Minerve et Raimon Rogier, comte de Foix.
Au nord de l'Espagne, Pedro II, roi d'Aragon, Alphonse VIII de Castille et des seigneurs de la région de Barcelone, étaient en relations étroites avec Raimon de Miraval. 
Il est à remarquer que le troubadour n'exerça aucune influence sur la politique des grands personnages dont il fut le protégé. Il demeure seulement le poète courtois « les entretenant d'intrigues  galantes et d'anecdotes mondaines ». Or les aventures galantes eurent une grande importance dans la vie de Raimon. Il s'éprit de toutes les grandes dames de la contrée : celles-ci recherchaient d'ailleurs son hommage comme un témoignage capable d'attester avec éclat leur mérite et leur beauté.
E totas, l'enganeren p. 81 que l'on peut traduire par « Et toutes le trompèrent ».
Il chanta successivement dans son œuvre La louve de Pennautier (Mais d'amie), la vicomtesse de Minerve (Mentel), Azalaïs de Boissezon, femme du seigneur de Lombers, Irmengarda de Castres, surnommée la belle de l'Albigeois, Brunessen de Cabaret, et la jeune comtesse de Toulouse, Eleonor d'Aragon.
La femme de Raimon de Miraval, Gaudairenca, s'occupait elle aussi de poésie. Miraval l'avait congédiée. L'incident conjugal authentique de Raimon et de sa femme a été rapporté sous une forme romanesque invraisemblable dans la 4e razo jointe à l'ancienne biographie provençale sur Raimon de Miraval  p. 129 .
Il reste de l'œuvre du troubadour Ramon de Miraval 39 chansons, 1 « domnejaire » ou salut d'amour, 5 sirventès (poèmes satiriques) adressés au jongleur Bayona et à Fornier, apprenti jongleur, 2 tensons ou partimen, 2 coblas (les tensons et les coblas sont des poèmes à caractère satirique lus par deux interprètes) p. 169. Les œuvres de Raimon de Miraval sont connues par les ouvrages de Topsfield et de René Nelli,. Les nouvelles de Miraval auraient été perdues.
Le fond des chansons est constitué par une pure doctrine courtoise consacrée à l'amour. On y trouve en plus des allusions personnelles aux intrigues vraies ou supposées indiquées dans les poésies : de là une abondance de menus détails, un intérêt anecdotique sur la société languedocienne des XIIe et XIIIe siècles.
Le style de Raimon est ''du genre gracieux,  un peu grêle, un style doucement fleuri et fluide'' […] ''il savait à l'occasion trouver le mot pittoresque, lancer le trait juste et piquant…'' p. 203.
Voici le début de la chanson : « Be m'agradal bels temps d'estiu »…
| Be m'agradal bels temps d'estieu E dels auzels m'agradal chans, Elh fohla m'agrad' els verjans Elh prat vert mi son agradiu ; E vos, domna, m'agradatz cent aitans, Et agradam quan fatz vostres comans : Mas vos non platz quem denhetz re grazir Mas agradaus, car me mor de dezir. | Bien me plaît le beau temps d'été et des oiseaux me plaît le chant ; me plaisent les feuilles et les vergers, et les prés verts me sont agréables ; Et vous, Madame, vous me plaisez cent fois autant et il me plaît de faire ce que vous voulez. Mais vous, il ne vous plaît pas de m'accorder quoi que ce soit, ce qui vous plaît, c'est que je meure de désir. |

Traduction en français d'après René Nelli p. 97.
On admet que Raimon de Miraval mourut vers 1216 en Catalogne à Lérida dans un monastère féminin cistercien (il avait suivi Raimon VI en Espagne à la suite du concile de Latran en 1215). René Nelli dans son roman donne l'année 1218 pour la date de son décès p. 61.
Après Raimon, l'histoire a conservé le nom de Seigneur de Miraval pour son neveu Frédol.